# Маццарроне
Маццарроне (італ. Mazzarrone, сиц. Mazzarruni) — муніципалітет в Італії, у регіоні Сицилія,  метрополійне місто Катанія.
Маццарроне розташоване на відстані близько 570 км на південь від Рима, 160 км на південний схід від Палермо, 70 км на південний захід від Катанії.
Населення — 4059 осіб (2014).
Щорічний фестиваль відбувається 19 березня. Покровитель — San Giuseppe.

## Демографія
Населення за роками:

Станом на 1 січня 2023 року в муніципалітеті офіційно проживали 673 іноземці з 13 країн, серед них 179 громадян країн Євросоюзу та 24 громадяни України.

## Сусідні муніципалітети
- Акате
- Кальтаджіроне
- К'ярамонте-Гульфі
- Лікодія-Еубеа